# Turnip
Turnip (danh pháp khoa học: Brassica rapa subsp. rapa) là một cây thân củ. Nó được tìm thấy ở vùng khí hậu ôn đới trên toàn thế giới. Những củ có kích thước nhỏ dùng làm thức ăn cho người, trong khi các củ có kích thước lớn thường dùng trong chăn nuôi.